# تالبوت ۳۱۵۱
سیارک ۳۱۵۱ (به انگلیسی: 3151 Talbot، نامگذاری:1983HF) سه هزار و صد و پنجاه و یکمین سیارک کشف شده‌است که در ۱۸ آوریل ۱۹۸۳ کشف شد.
قدر مطلق سیارک برابر ۱۲٫۱۰ است.